# Sơn Kim 2
Sơn Kim 2 là một xã thuộc huyện Hương Sơn, tỉnh Hà Tĩnh, Việt Nam.
Xã Sơn Kim 2 có diện tích 234 km², dân số năm 2004 là 3852 người, mật độ dân số đạt 16 người/km².